# Cameron B. Kepler
Cameron Bradford Kepler (* 22. März 1938 in Hollywood, Kalifornien) ist ein US-amerikanischer Ornithologe und Wildtierbiologe. Seine Forschungsinteressen gelten den Avifaunen Puerto Ricos, Hawaiis und anderer Pazifikinseln.

## Leben
Kepler wuchs in La Jolla an der Pazifikküste auf. 1956 erwarb er den Bachelor of Arts und 1962 graduierte er zum Master of Arts an der University of California, Santa Barbara. Von 1961 bis 1962 war er Lehrassistent an der University of California und von 1963 bis 1964 an der Cornell University. Von 1964 bis 1966 war er wissenschaftlicher Assistent an der Smithsonian Institution. 1966 heiratete er die neuseeländische Biologin Angela Kay Brownscombe, von der er mittlerweile geschieden ist. Aus dieser Ehe gingen zwei Kinder hervor. 1968 wurde er mit der Dissertation The breeding biology of the blue-faced booby (Sula dactylatra personata) on Green Island, Kure Atoll zum Ph.D. an der Cornell University promoviert. Zwischen 1971 und 1973 hatte er einen 15-monatigen Postdoc-Forschungsaufenthalt an der University of Oxford.
Von 1968 bis zu seinem Ruhestand im Jahr 1999 arbeitete Kepler als Wildtierbiologe in der Abteilung für biologische Ressourcen am Patuxent Wildlife Research Center des United States Geological Survey und des United States Fish and Wildlife Service in Laurel, Maryland, wo er die Ökologie und das Sozialverhalten von gefährdeten Vogelarten studierte. Hierzu zählten die Entdeckung (1968) und Erstbeschreibung (1972) des Puerto-Rico-Waldsängers sowie Forschungsarbeiten über die Puerto-Rico-Amazone (von 1968 bis 1971), über die Puerto-Rico-Nachtschwalbe (1972), über den Schreikranich (von 1973 bis 1977) und über den Michiganwaldsänger (von 1987 bis 1997). Von 1977 bis 1987 lebte er auf der Insel Maui und betrieb Feldstudien über Waldvögel auf dem gesamten Hawaii-Archipel, darunter verbrachte er zwei Sommer in den Wäldern von Kauaʻi. 1981 entdeckte er das erste Nest des vom Aussterben bedrohten Palmerklarinos (Myadestes palmeri) auf Kauaʻi. 1996 veröffentlichte Kepler im Wilson Bulletin einen Beitrag über das Nistverhalten des seit 2004 für ausgestorben gehaltenen Weißwangen-Kleidervogels von der Insel Maui, nachdem er 1986 das erste Nest dieser Art entdeckt hatte.
Kepler bereiste alle 50 Bundesstaaten der USA und nahezu 100 Länder, darunter die Pazifikinseln Fidschi, Samoa, Tahiti, die Line Islands und die Phoenixinseln. Ferner hatte er fünf Aufenthalte in der Antarktis.
Kepler veröffentlichte einige Bücher in Zusammenarbeit mit seiner Frau, darunter Haleakala: A Guide to the Mountain und Majestic Molokai: A Nature Lover's Guide (beide 1992) sowie The natural history of Caroline Atoll, Southern Line Islands. Part I. History, physiography, botany, and isle descriptions (1994). 1986 gab er das Buch Forest bird communities of the Hawaiian islands. Their Dynamics, Ecology, and conservation heraus und 1987 war er neben Noel Snyder und James W. Wiley Co-Autor des Werks The Parrots of Luquillo: Natural History and Conservation of the Puerto Rico Parrot. Daneben war Kepler an den Beiträgen zum Schmalfederhonigfresser, zu den Krausschwänzen und zum Weißwangen-Kleidervogel im Standardwerk Birds of North America beteiligt.

## Dedikationsnamen
1991 ehrten Storrs Lovejoy Olson und Helen Frances James Angela und Cameron Kepler im Artepitheton der ausgestorbenen hawaiianischen Rallenart Porzana keplerorum.